# Svarttjärnen (Norsjö socken, Västerbotten, 721085-167761)
Svarttjärnen är en sjö i Norsjö kommun i Västerbotten och ingår i Skellefteälvens huvudavrinningsområde.